# کلر کوئلیو
کلر کوئلیو (انگلیسی: Claire Coelho؛ زادهٔ ۱۶ مهٔ ۱۹۹۶) بازیکن فوتبال اهل استرالیا است.